# Вірхінія Бардач
Вірхінія Бардач (ісп. Virginia Bardach, 3 квітня 1992) — аргентинська плавчиня.
Учасниця Олімпійських Ігор 2016 року.
Переможниця Панамериканських ігор 2019 року. Сестра плавчині Джорджини Бардач.